# Lijst van burgemeesters van Groningen
Dit is een lijst van burgemeesters van de Nederlandse gemeente Groningen in de provincie Groningen. Vóór 1824 had Groningen een vierhoofdig burgemeesterschap. Per Koninklijk Besluit van 5 januari 1824 nr. 46 kreeg Groningen één burgemeester.

## Tot ca. 1350
Uit een bewaard gebleven oorkonde uit 1257 is op te maken dat de eigenaar en heerser van het gebied, de bisschop van Utrecht, voor Groningen rekenmeesters of 'rationales' had aangesteld. Rond 1275 werden deze waarschijnlijk vervangen door 'burgimagistrii' of burgemeesters. Hun rechten en plichten waren gebaseerd op afspraken tussen de bisschop en zijn leenheren aan de ene kant en de burgers van de stad aan de andere kant. Rond 1300 wordt een stadhuis gebouwd.
In het eerste boek van het Oldermansboek dat mogelijk uit de eerste helft van de 14e eeuw dateert, staat de oudstbekende regeling voor de aanstelling van burgemeesters. Er was toen een raad van 24 personen die jaarlijks voor de helft werd vervangen. Er werden vier burgemeesters uit de vier kluften van de stad verkozen, zij bleven 1 jaar in ambt. Een cyclus die zich elke vier jaar herhaalde: Het eerste jaar werden de burgemeesters verkozen door de Akluft (het 'Akerspel'), het tweede jaar door de Assingekluft (later hernoemd tot Boteringekluft) en in het derde en vierde jaar werden de burgemeesters gezamenlijk geleverd door de Oosterkluft, Gelkingekluft en de Gaddingekluft.
| Ambtsperiode | Naam burgemeester                  | Naam burgemeester                  | Naam burgemeester                                  | Naam burgemeester                                | Naam burgemeester | Naam burgemeester |
| ------------ | ---------------------------------- | ---------------------------------- | -------------------------------------------------- | ------------------------------------------------ | ----------------- | ----------------- |
| ...          |                                    |                                    |                                                    |                                                  |                   |                   |
| 1257         | Otto Sickinghe                     | Bruno (zoon van Enonis)            | Alardus Swaneke                                    | Bernardo (zoon van Godeweris)                    |                   |                   |
| ...          |                                    |                                    |                                                    |                                                  |                   |                   |
| 1261         | Geldmarus Remian                   | Thedricus de Helpman               | Nicolaas Paus                                      | Gerardus (Iuvenus) Huginge                       |                   |                   |
| 1262         | ...                                | ...                                | ...                                                | ...                                              | ...               | ...               |
| 1263         | Ioannes Korenporta                 | Henricus Calmar (Kalemere)         | Liuppo Hedegu                                      | Alardus Suanckerus                               |                   |                   |
| 1264         | Everardus Wigboldi                 | Ioannes Maurissinc                 | Hermannus Cater                                    | Fredericus Cote                                  | Gerhardus Lewe    | Lubertus Sickinc  |
| 1265         | ...                                | ...                                | ...                                                | ...                                              | ...               | ...               |
| 1266         | Sibrandus Umbelap                  | Sibrandus de Corenporta            | Gerardus Huwenga                                   | Iohannes Winrici filius                          |                   |                   |
| 1267-1268    | ...                                | ...                                | ...                                                | ...                                              | ...               | ...               |
| 1269         | Bruno                              | Thieszo Hugenga                    | Hernricus Calmar (Calemere)                        | Udo Pol                                          |                   |                   |
| 1270-1271    | ...                                | ...                                | ...                                                | ...                                              | ...               | ...               |
| 1272         | Gelmar Remian                      | Winand                             | Gerdt Hugenga                                      | Alard Folkerdinga                                |                   |                   |
| 1273         | ...                                | ...                                | ...                                                | ...                                              | ...               | ...               |
| 1274         | Sibrandus Ommeloop                 | Albertus Iuvenis                   | Ioannes Filius Mauritij (Mauritii)                 | Iacobus Goltraven                                |                   |                   |
| 1275         | ...                                | ...                                | ...                                                | ...                                              | ...               | ...               |
| 1276         | Fredericus (Frethricus) Butzel     | Henricus Calmar (Calemaer)         | Frethricus Cordinghe                               | Renoldus Filius Remboldi                         |                   |                   |
| 1277-1280    | ...                                | ...                                | ...                                                | ...                                              | ...               | ...               |
| 1281         | Andreas Popinghe                   | Folkerdus Folkerdinghe             | Otto Spiegel                                       | Gerardus Filius Fieffedis                        |                   |                   |
| 1282-1283    | ...                                | ...                                | ...                                                | ...                                              | ...               | ...               |
| 1284         | Fredericus (Fredericcus) Butzel    | Ludolfus Sickinghe                 | Ger(h)ardus Spiegel                                | Hugo de Aggere                                   |                   |                   |
| 1285-1289    | ...                                | ...                                | ...                                                | ...                                              | ...               | ...               |
| 1290         | Andreas Popinga                    | Otto Spiegel (Spegel)              | Gisekinus Calmar (Calemari)                        | Udo Filius Gerhardi Sculteti                     |                   |                   |
| 1291         | Fredericus Butzel                  | Ludolfus Sickinghe                 | Meinoldus Ruffus                                   | Rodulphus (Filius) Wicheri                       |                   |                   |
| 1292         | Fredericus Butzel                  | Ludolfus Sickinghe                 | Meinoldus Ruffus                                   | Rodulphus (Filius) Wicheri                       |                   |                   |
| 1293-1298    | ...                                | ...                                | ...                                                | ...                                              | ...               | ...               |
| 1299         | Gerardus Huging(e)                 | Menoldus Lewe (Leo)                | Arnoldus Butzel Papinge                            | Johannes Huging (Ioannus Huginge)                |                   |                   |
| 1300         | Gerardus Huging (Gerdt Huging)     | Menoldus (Menolt) Lewe             | Alardus (Allart) Papinge                           | Johannes Huging (Iohan Huginge)                  |                   |                   |
| 1301         | Otto Spiegel (Spegel)              | Iohan Potens                       | Bernhard Hornekingh                                | Albertus Bolting (Albert Boltinge)               |                   |                   |
| 1302         | Tidericus Butzel                   | Ber(e)woldus Calmar                | Lubbertus filius dñæ (= zoon van heer) Idæ         | Alardus Huging                                   |                   |                   |
| 1303         | Gerardus Huging                    | Johannes Lewe (Ioannes Leo)        | Johannes Filius Minsonis                           | Winandus Sticker (Stickel)                       |                   |                   |
| 1304         | Rodulphus Wicheri                  | Egbertus Bolting                   | Gerard Sickinghe                                   | Ludbertus Hedinge                                |                   |                   |
| 1305         | Ioannes Potens                     | Berwoldus Calmar                   | Johannes Huging (Ioannus Huginge)                  | Eno Wigboldi                                     |                   |                   |
| 1306         | Alardus Papinge                    | Hildebrandus Mauritij              | Henricus Pluckerose                                | Albertus Campinge                                |                   |                   |
| 1307         | Berwoldus Calmar                   | Ludulfus Buning                    | Gerard Sickinghe                                   | Bernardus van Slochteren                         |                   |                   |
| 1308         | Ioannes Poder                      | Bernardus Wicheri                  | Albertus Bolting                                   | Otto Harting                                     |                   |                   |
| 1309         | Alardus Papinge (Papinga)          | Eno Wigboldi                       | Bernardus Bernoldi                                 | Henricus Pluckerose                              |                   |                   |
| 1310         | Richardus Niding                   | Rodulfus Buning                    | Rodulphus Reding                                   | Ioannes Enonis                                   |                   |                   |
| 1311         | Lu(i)dbertus Hedinge               | Hermannus Folkarding               | Otto Harting                                       |                                                  |                   |                   |
| 1312         | Richardus Renoldi                  | Richardus Niding                   | Benno filius dñæ (= zoon van heer) Wiæ Folkerding  |                                                  |                   |                   |
| 1313         | Gerard Sickinghe                   | Ioannes Folkarding                 | Ludulfus Buning                                    | Radingus Schulte                                 |                   |                   |
| 1314         | ...                                | ...                                | ...                                                | ...                                              | ...               | ...               |
| 1315         | Iacobus Buning                     | Hermannus Folkarding               | Beijerus Dives                                     | Menoldus Stickel                                 |                   |                   |
| 1316         | ...                                | ...                                | ...                                                | ...                                              | ...               | ...               |
| 1317         | Gerard Sickinghe                   | Barolt Calmar (Berwoldus Calemar)  | Ludulphus (Ludeloff) Buning                        | Bernardus van Slochteren                         |                   |                   |
| 1318         | Ioannes Poder                      | Bernardus Wicheri                  | Albertus Bolting                                   | Otto Harting                                     |                   |                   |
| 1319         | Ioannes Calmar                     | Ludbertus Hedinge (Hedinc, Heding) | Iacobus (Jacob) Buning                             | Bruno filius dñæ (= zoon van heer) Wye (Wije)    |                   |                   |
| 1320         | Richardus Niding                   | Rodulfus Buning                    | Rodulphus Reding                                   | Ioannes Enonis                                   |                   |                   |
| 1321         | Gerard Sickinghe                   | Ioannes Folkarding                 | Ludulfus Buning                                    | Ludulfus Wicheri(ng)                             |                   |                   |
| 1322         | Eno Wigboldi                       | Ioannes Poder                      | Otto Harting (Haerthing)                           | Hugo Calmar                                      |                   |                   |
| 1323         | Iacobus Buning                     | Bruno Folkarding                   | Ioannes Calmar                                     | Tidericus Plucheros                              |                   |                   |
| 1324         | Bernardus Bernoldi alias Horneking | Rodulphus Reding                   | Hermannus Folkarding                               | Henricus Drughe                                  |                   |                   |
| 1325         | Ludulfus Buning                    | Ludulfus Wicheri                   | Henricus Calmar                                    | Gelmaris Enonis                                  |                   |                   |
| 1326         | Ioannes Lewe (Leo)                 | Ioannes Folkarding                 | Hugo Calmar                                        | Nicolaus Dives                                   |                   |                   |
| 1327         | Gerard Sickinghe                   | Ioannes Poder                      | Rodulfus Buning                                    | Luidbertus Lewe (Leo)                            |                   |                   |
| 1328         | Iacobus Buning                     | Ioannes Calmar                     | Otto Harting                                       | Eno Albus                                        |                   |                   |
| 1329         | Rodulphus Reding (Radinc)          | Ludulfus Wicheri (Wicherinc)       | Messeknus Butzel                                   | Alardus Folkarding (Folkerdinc)                  |                   |                   |
| 1330         | Ioannes Lewe                       | Hermannus Folkarding               | Ludulfus Buning                                    | Radingus Menoldi                                 |                   |                   |
| 1331         | Gerard Sickinghe                   | Rodulfus Buning                    | Henricus Calmar                                    | Albertus Folkarding                              |                   |                   |
| 1332         | Cop Buning                         | Eno Witte                          | Hermannus Huging                                   | Wigboldus Folkarding                             |                   |                   |
| 1333         | Reinoldus Renoldi                  | Ludulfus Wicheri                   | Wicherus Enonis                                    | Thieszo Huging                                   |                   |                   |
| 1334         | Ioannes Lewe                       | Ludulfus Buning                    | Alardus Folkarding                                 | Ludeko Bennonis                                  |                   |                   |
| 1335         | Gerard Sickinghe                   | Rodulfus Buning                    | Henricus Calmar                                    | Albertus Folkarding                              |                   |                   |
| 1336         | Hermannus Folkarding               | Iacobus Buning                     | Eno Albus                                          | Albertus Smolt                                   |                   |                   |
| 1337         | Wicherus Enonis                    | Ioannis de Berlekum                | Thieszo Huging                                     | Everhardus Wigboldi                              |                   |                   |
| 1338         | Ioannes Lewe                       | Ludulfus Buning                    | Alardus Folkarding                                 | Johannes Maurissinghe (Ioannes Mauritij)         |                   |                   |
| 1339         | Gerard Sickinghe                   | Rodulfus Buning                    | Henricus Calmar                                    | Albertus Folkarding                              |                   |                   |
| 1340         | Iacobus Buning                     | Hermannus Huging                   | Otto Nyding                                        | Ludulfus Brunonis                                |                   |                   |
| 1341         | Wicherus Enonis                    | Ioannis de Berlekum                | Thieszo Huging                                     | Everhardus Wigboldi                              |                   |                   |
| 1342         | Johannes Maurissinghe              | Ludulfus Buning                    | Alardus Folkarding                                 | Otto Poder (Podar)                               |                   |                   |
| 1343         | Gerard Sickinghe                   | Henricus Calmar                    | Albertus Folkarding                                | Rodulfus Buning                                  |                   |                   |
| 1344         | Iacobus Buning                     | Hermannus Huging                   | Otto Nyding                                        | Ludulfus Brunonis                                |                   |                   |
| 1345         | Wicher Enonis                      | Thieszo Huging                     | Everardus Wigboldi                                 | Bertoldus filius dñæ (= zoon van heer) Avæ (Ave) |                   |                   |
| 1346         | Johannes Maurissinghe              | Ludulfus Buning                    | Gerardus Schulte                                   | Otto Poder                                       |                   |                   |
| 1347         | Gerard Sickinghe                   | Henricus Calmar                    | Albertus Folkarding                                | Iacobus Buning                                   |                   |                   |
| 1348         | Otto Nyding                        | Alardus Folkarding                 | G(h)erardus Burleth(e)                             | Ioannes El(e)horn                                |                   |                   |
| 1349         | Albertus Calmar (Filius Hendrici)  | Thieszo Huging                     | Everardus Wigboldi                                 | Everardus Diffleman                              |                   |                   |
| 1350         | Otto Poder                         | Iacobus Paping                     | Alardus Wanig                                      | Brunerdus Hardrig                                |                   |                   |
| 1351         | ...                                | ...                                | ...                                                | ...                                              | ...               | ...               |
| 1352         | Rodolphus (Johannesz.) Huging      | Hermannus Cater                    | Ioannes Dunck Filius Menoldi de Hamburg (Hamborch) | Gerardus Lewe (Gerdt Leo)                        |                   |                   |
| 1353         | Everardus Wigboldi                 | Alardus Folkarding                 | Tithmarus Renghers                                 | Rodolphus (Hermannusz.) Huging                   |                   |                   |
| 1354         | Johannes Maurissinghe              | Johannes de Winden                 | Johannes Hardering (Harderinc)                     | Lubbert Sickinghe                                |                   |                   |
| 1355         | Ludulfus Petercelie                | Thitmarus van Hamburg              | Albertus Calmar                                    | Rodulfus (Randulphus) Buning                     |                   |                   |
| 1356         | Rodolphus (Johannesz.) Huging      | Hermannus Cater                    | Ioannus Dunck Filius Menoldi de Hamburg            | Gerardus Lewe                                    |                   |                   |
| 1357         | Ioannes Poder                      | Gerard Sickinghe                   | Rodulfus Buning                                    | Lubbertus Lewe                                   |                   |                   |

## 1355-1386
Ergens tussen 1358 en 1362 werd het aantal burgemeesters verhoogd van vier naar zes. Deze burgemeesters bleven jarenlang op hun post, waardoor er een oligarchie dreigde te ontstaan.
| Ambtsperiode | Naam burgemeester                | Naam burgemeester  | Naam burgemeester    | Naam burgemeester                 | Naam burgemeester                  | Naam burgemeester                  |
| ------------ | -------------------------------- | ------------------ | -------------------- | --------------------------------- | ---------------------------------- | ---------------------------------- |
| 1363         | Hermannus Cater                  | Lubbert Sickinghe  | Fredericus Cote      | Albertus Folkarding (Folkerdinch) | Johannes Maurissinghe              | Everardus Wigboldi                 |
| 1364         | Hermannus Cater                  | Lubbert Sickinghe  | Fredericus Cote      | Gerardus Lewe                     | Johannes Maurissinghe              | Everardus Wigboldi                 |
| 1365-1368    | Hermannus Cater                  | Lubbert Sickinghe  | Fredericus Cote      | Gerardus Lewe                     | ??                                 | ??                                 |
| 1369         | Hermannus Cater                  | Lubbert Sickinghe  | Fredericus Cote      | Gerardus Lewe                     | Otto (Polman) Clant                | Albertus Calmar                    |
| 1370         | Hermannus Cater                  | Lubbert Sickinghe  | Wigbold Maurissinghe | Gerardus Lewe                     | Otto (Polman) Clant                | Albertus Calmar                    |
| 1371-1383    | Hermannus Cater                  | Lubbert Sickinghe  | Wigbold Maurissinghe | Gerardus Lewe                     | Otto (Polman) Clant                | Wicboldus Everardi (Wicbold ter A) |
| 1384         | Hermannus Cater                  | Gheert Paeschedach | Wicbold Maurissinghe | Gerardus Lewe                     | Reinolt Huging                     | Wicboldus Everardi                 |
| 1385         | Hermannus Cater                  | Gheert Paeschedach | Wicbold Maurissinghe | Gerardus Lewe                     | Reinolt Huging / Ecbert Verhouwens | Wicboldus Everardi                 |
| 1386         | Hermannus Cater / Reinolt Huging | Gheert Paeschedach | Wicbold Maurissinghe | Gerardus Lewe                     | Ecbert Verhouwens / Egbert Schulte | Wicboldus Everardi                 |

## 1387-1426
In 1387 werd het burgemeesterschap weer roulerend, waarschijnlijk om te voorkomen dat er een oligarchie ontstond. Deze regeling vormde onderdeel van de oudst bekende versie van het Groninger stadsrecht. Elk jaar in februari werden vier nieuwe burgemeesters gekozen, die op de dag van Petrus Stoel (22 februari) in het ambt traden. De burgemeesters werden tot ongeveer 1350 verkozen uit de verschillende kluften. Vanaf de jaren 1380 werden zij door de raad verkozen zonder acht te slaan op hun afkomst. De raad werd radicaal hervormd; elk jaar moest er een volledig nieuwe raad aantreden, waardoor er van continuïteit nauwelijks sprake was.
In 1413 werd de stad veroverd door de Schieringers, waarbij burgemeester Johan Rengers werd vermoord. Burgemeester Coppiin Jarges was de leider van deze opstand. Twee jaar later werd de stad in september 1415 veroverd door de Vetkopers onder leiding van Koenraad (de Vos) van Steenwijk. De regerende Schieringsgezinde burgemeesters van 1414 en 1415 werden verjaagd. De Vetkopersgezinde burgemeesters rouleerden niet meer elk jaar, maar bleven een aantal jaren in het ambt.
| Ambtsperiode          | Naam burgemeester  | Naam burgemeester               | Naam burgemeester               | Naam burgemeester    |
| --------------------- | ------------------ | ------------------------------- | ------------------------------- | -------------------- |
| 1387                  | Berend Horneking   | Johan Tede                      | Barolt Calmar                   | Wicboldus Everardi   |
| 1388                  | Egbert Schulte     | Gheert Paeschedach              | Jarich Coppiins                 | Evert Sickinghe      |
| 1389                  | Wicboldus Everardi | Berend Horneking                | Barolt Calmar                   | Jacob Schelghe       |
| 1390                  | Egbert Schulte     | Gheert Paeschedach              | Zweder van Winde                | Johan van den Berghe |
| 1391                  | Wicboldus Everardi | Johan Benevelt                  | Johan Tede                      | Barolt Calmar        |
| 1392                  | Jarich Coppiins    | Berend Horneking                | Zweder van Winde                | Reinolt Huging       |
| 1393                  | Wicboldus Everardi | Evert Sickinghe                 | Johan van den Berghe            | Jacob Schelghe       |
| 1394                  | Zweder van Winde   | Frederik van Arlo               | Reinolt Huging                  | Adolphus Schelge     |
| 1395                  | Wicboldus Everardi | Evert Sickinghe                 | Johan van den Berghe            | Radinc Horneking     |
| 1396                  | Zweder van Winde   | Frederik van Arlo               | Reinolt Huging                  | Adolphus Schelge     |
| 1397                  | Wicboldus Everardi | Evert Sickinghe                 | Jarich Coppiins                 | Johan Rengers        |
| 1398                  | Zweder van Winde   | Frederik van Arlo               | Reinolt Huging                  | Adolphus Schelge     |
| 1399                  | Radinc Horneking   | Evert Sickinghe                 | Ludeken Klinghe                 | Johan Rengers        |
| 1400                  | Wicboldus Everardi | Jarich Coppiins                 | Reinolt Huging                  | Jacob Schelghe       |
| 1401                  | Evert Sickinghe    | Zweder van Winde                | Johan Reiners                   | Johan Wichering      |
| 1402                  | Wicboldus Everardi | Jarich Coppiins                 | Reinolt Huging                  | Jacob Schelghe       |
| 1403                  | Evert Sickinghe    | Frederik van Arlo               | Albert Wicbolts                 | Coppiin Jarges       |
| 1404                  | Jarich Coppiins    | Everardus Wicboldi              | Reinolt Huging                  | Jacob Schelghe       |
| 1405                  | Evert Sickinghe    | Zweder van Winde                | Radinc Horneking                | Coppiin Jarges       |
| 1406                  | Jarich Coppiins    | Frederik van Arlo               | Reinolt Huging                  | Everd Wicbolts       |
| 1407                  | Johan Sickinghe    | Zweder van Winde                | Jacob Schelghe                  | Coppiin Jarges       |
| 1408                  | Jarich Coppiins    | Berend Horneking                | Reinolt Huging                  | Everd Wicbolts       |
| 1409                  | Radinc Horneking   | Jan Wicherinc                   | Jacob Schelghe                  | Coppiin Jarges       |
| 1410                  | Jarich Coppiins    | Berend Horneking                | Reinolt Huging                  | Everd Wicbolts       |
| 1411                  | Radinc Horneking   | Johan Sickinghe                 | Jacob Schelghe                  | Coppiin Jarges       |
| 1412                  | Jarich Coppiins    | Ludolf Sickinghe                | Reinolt Huging                  | Everd Wicbolts       |
| 1413                  | Johan Rengers      | Radinc Horneking                | Johan Wycherinc                 | Bruen Clinge         |
| 1414 - september 1415 | Berend Horneking   | Coppiin Jarges                  | Jacob Schelghe                  | Everd Wicbolts       |
| september 1415 - 1418 | Reinolt Huging     | Koenraad (de Vos) van Steenwijk | Arnold (of Arent) van Steenwijk | Bruen Clinge         |
| 1419                  | Reinolt Huging     | Henric ter Brugge               | Arnold van Steenwijk            | Bruen Clinge         |
| 1420 - 1426           | Reinolt Huging     | Henric ter Brugge               | Dutmer Rengers                  | Bruen Clinge         |

## 1427-1794

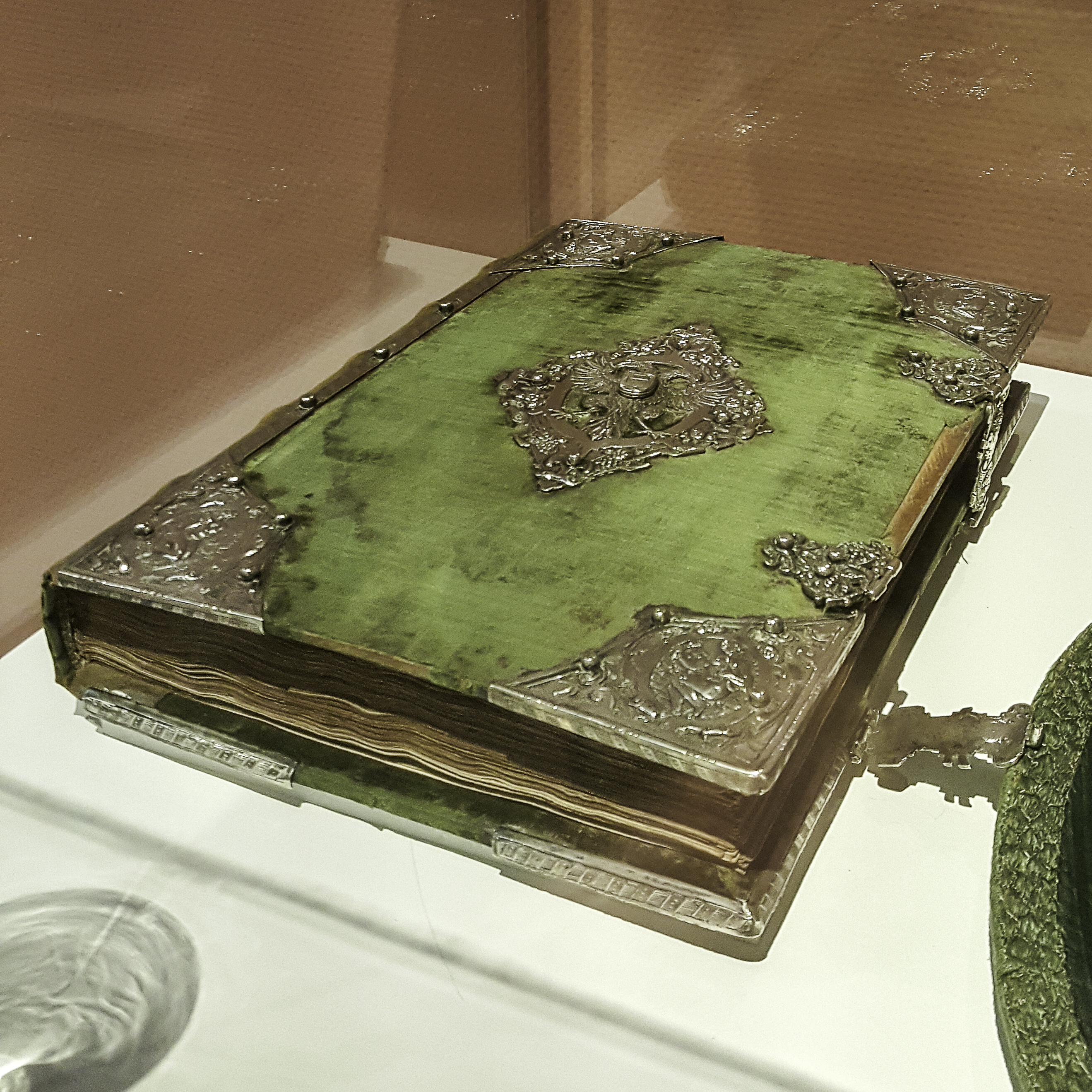
Het Stadboek uit 1425, in 1600 voorzien van zilveren beslag (Groninger Archieven)

In 1427 werd een nieuw systeem in werking gesteld op basis van het Stadboek (1425), waarbij het oudere radicalere systeem weer overboord werd gezet voor een meer gematigder systeem, waarbij de continuïteit beter gewaarborgd bleef: De burgemeesters bleven nu twee jaar zitten, mits ze niet tussentijds kwamen te overlijden of een andere functie kregen. Elk jaar in februari werden de burgemeesters verkozen. Na een jaar uit het ambt geweest te zijn konden burgemeesters opnieuw voor twee jaar worden verkozen door de raad. Dit systeem bleef in werking tot 1794, toen de pattriotten de macht grepen.
Tussen ongeveer 1509 (het derde jaar voor Luloff Conrades en These Jarghes) en ongeveer 1518 blijven de burgemeesters een aantal jaar langer in het ambt, waarschijnlijk in verband met de Gelderse Oorlogen en het daaruitvoortvloeiende beleg van Groningen van 1514 door Joris met de Baard. Jr. Peter Sickinghe (1455-1532) is de laatste burgemeester die in 1518 aftreedt. Tussen 1568 en 1576 blijven de burgemeesters opnieuw een aantal jaren zitten. Dit heeft waarschijnlijk te maken met de Tachtigjarige Oorlog; in 1568 rukte de hertog van Alva de stad Groningen binnen na de Slag bij Heiligerlee om te voorkomen dat deze werd belegerd.
In 1749 werd als maatregel na het Pachtersoproer het Reglement Reformatoir ingevoerd door stadhouder Willem IV. De burgemeesters werden vanaf toen benoemd door de stadhouder op voordracht van de gezworenen.
| Ambtsperiode            | Naam burgemeester | Naam burgemeester | Naam burgemeester | Naam burgemeester |
| ----------------------- | --- | --- | --- | --- |
| 1427                    | Lubbert Lewe | Otto Clant | Dutmer Rengers | Bruen Clinge |
| 1428                    | Folkeer Maurissinge | Evert Hubbelding | Dutmer Rengers | Ludolf Sickinghe |
| 1429                    | Egbert van Ballen (of van Banlo) | Evert Hubbelding | Lubbert Lewe | Bruen Clinge |
| 1430                    | Henrick Kater | Wybrant Clant | Dutmer Rengers | Bruen Clinge |
| 1431                    | Albert Jarichs | Wybrant Clant | Otto Clant | Ludolf Sickinghe |
| 1432                    | Henrick Kater | Ludekyn Wigboldus | Otto Clant | Ludolf Sickinghe |
| 1433                    | Henrick Kater | Ludekyn Wigboldus | Lubbert Lewe | Bruen Clinge |
| 1434                    | Evert Jarichs | Otto Clant | Ludekyn Wigboldus | Bruen Clinge |
| 1435                    | Evert Jarichs | Wybrant Clant | Ludekyn Wigboldus | Henrick Kater |
| 1436                    | Ludolf Sickinghe | Folkeer Maurissinge | Lubbert Lewe | Henrick Kater |
| 1437                    | Ludolf Sickinghe | Folkeer Maurissinge | Lubbert Lewe | Ludekyn Wigboldus |
| 1438                    | Egbert van Ballen | Henrick Kater | Evert Jarichs | Ludekyn Wigboldus |
| 1439                    | Otto Clant | Henrick Kater | Henrick Baroldes | Lubbert Lewe |
| 1440                    | Albert Jarichs | Ghosen van den Grave | Ludekyn Wigboldus | Lubbert Lewe |
| 1441                    | Henrick Kater | Otto Clant | Henrick Baroldes | Ludekyn Wigboldus |
| 1442                    | Henrick Kater | Folkeer Maurissinge | Henrick Baroldes | Lubbert Lewe |
| 1443                    | Ludekyn Wigboldus | Folkeer Maurissinge | Ludolf Sickinghe | Lubbert Lewe |
| 1444                    | Ludekyn Wigboldus | Otto Clant | Henrick Baroldes | Gosen ten Grave |
| 1445                    | Lubbert Lewe | Otto Clant | Henrick Baroldes | Gosen ten Grave |
| 1446                    | Lubbert Lewe | Folkeer Maurissinge | Ludekyn Wigboldus | Evert Wigboldus |
| 1447                    | Henrick Kater | Otto Clant | Henrick Baroldes | Evert Wigboldus |
| 1448                    | Henrick Kater | Otto Clant | Henrick Baroldes | Albert Jarichs |
| 1449                    | Gosen van Dulk | Ludekyn Wigboldus | Evert Wigboldus | Albert Jarichs |
| 1450                    | Henrick Kater | Otto Clant | Evert Wigboldus | Henrick Baroldes |
| 1451                    | Henrick Kater | Otto Clant | Gosen ten Grave | Henrick Baroldes |
| 1452                    | Johan ter Brugge | Ludekyn Wigboldus | Gosen ten Grave | Johan van Ballen |
| 1453                    | Gosen van Dulk | Otto Clant | Folkeer Maurissinge | Henrick Baroldes |
| 1454                    | Henrick Kater | Otto Clant | Otto ter Hanzow | Henrick Baroldes |
| 1455                    | Henrick Kater | Clawes van Ballen | Gosen ten Grave | Evert Hubbeldinge |
| 1456                    | Gosen van Dulk | Otto Clant | Otto ter Hanzow | Henrick Baroldes |
| 1457                    | Gosen van Dulk | Otto Clant | Otto ter Hanzow | Henrick Baroldes |
| 1458                    | Henrick Kater | Johan Rengers van Ten Post | Dirick Scaffer | Johan Thedema |
| 1459                    | Gosen van Dulk | Johan Rengers van Ten Post | Otto ter Hanzow | Henrick Baroldes |
| 1460                    | Gosen van Dulk | Johan Rengers Scaffers | Otto ter Hanzow | Henrick Baroldes |
| 1461                    | Henrick Kater | Gosen van den Grave | Dirick Scaffer | Johan Thedema |
| 1462                    | Henrick Kater | Henrick Baroldes | Dirick Scaffer | Johan Thedema |
| 1463                    | Gosen van Dulk | Henrick Baroldes | Otto ter Hanzow | Johan Rengers Scaffers |
| 1464                    | Gosen van den Grave | Johan Thedema | Otto ter Hanzow | Johan Rengers Scaffers |
| 1465                    | Wigbolt Lewe | Johan Thedema | Johan Potter | Roloff Huginge |
| 1466                    | Evert Hubbeldinge | Henrick Baroldes | Ulger (Ulgar) van Noorddijk | Roloff Huginge |
| 1467                    | Gosen van Dulk | Henrick Baroldes | Johan Potter | Dirick Scaffer |
| 1468                    | Gosen van Dulk | Johan Thedema | Johan Potter | Dirick Scaffer |
| 1469                    | Henrick Baroldes | Johan Thedema | Otto ter Hanzow | Gosen van den Grave |
| 1470                    | Gosen van Dulk | Herman Koning | Ulger van Noorddijk | Gosen van den Grave |
| 1471                    | Gosen van Dulk | Sweder Kater | Ulger van Noorddijk | Johan Rengers Scaffers |
| 1472                    | Herman Koning | Johan Thedema | Johan Koenrades | Johan Rengers Scaffers |
| 1473                    | Herman Koning | Johan Thedema | Johan Koenrades | Gosen van Dulk |
| 1474                    | Sweder Kater | Johan Rengers van Ten Post | Allert Clant | Gosen van Dulk |
| 1475                    | Sweder Kater | Johan Koenrades | Johan Rengers Scaffers | Otto ter Hanzow |
| 1476                    | Gosen van Dulk | Johan Thedema | Johan Rengers Scaffers | Johan Koenrades |
| 1477                    | Gosen van Dulk | Johan Thedema | Allert Clant | Gharmet Allema(n) (of Alma) |
| 1478                    | Evert Hubbeldinge | Sweder Kater | Jacob Groevens | Roloff Mepsche |
| 1479                    | Herman Potter | Sweder Kater | Johan Koenrades | Roloff Mepsche |
| 1480                    | Gosen van Dulk | Johan Thedema | Johan Koenrades | Gharmet Allema |
| 1481                    | Gosen van Dulk / Berent Horneken | Johan Thedema | Geert Lewe | Gharmet Allema |
| 1482                    | Berent Horneken | Sweder Kater | Herman Potter | Roloff Mepsche |
| 1483                    | Roleff Ulgers | Sweder Kater | Herman Potter | Roloff Mepsche |
| 1484                    | Berent Horneken | Henric Reberch | Eppe Allema (of Alma) | Gharmet Allema |
| 1485                    | Berent Horneken | Henric Reberch | Coppyn Jarghes | Gharmet Allema |
| 1486                    | Harmen Lewe | Sweder Kater | Coppyn Jarghes | Roloff Mepsche |
| 1487                    | Henric Reberch | Sweder Kater | Herman Potter | Gharmet Allema |
| 1488                    | Herman Lewe | Johan Thedema / Herman Potter | Roleff Ulgers | Gharmet Allema |
| 1489                    | Herman Lewe | Sweder Kater | Coppyn Jarghes | Roloff Mepsche |
| 1490                    | Herman Potter | Sweder Kater | Coppyn Jarghes | Roloff Mepsche |
| 1491                    | Herman Potter | Henric Reberch | Herman Lewe | Gharmet Allema |
| 1492                    | These Jarghes | Roloff Mepsche | Herman Lewe | Gharmet Allema |
| 1493                    | Eppe Allema | Roloff Mepsche | Sweder Kater / Henric Reberch | Johan Scaffer |
| 1494                    | Eppe Allema | Gharmet Allema | Herman Lewe | Johan Scaffer |
| 1495                    | These Jarghes | Gharmet Allema | Herman Lewe | Roleff Ulgers |
| 1496                    | These Jarghes | Bernt Conrades (ook Berend Coenders) | Bartolt ten Grave | Eppe Allema / Ludeken Horneken |
| 1497                    | Herman Lewe | Gharmet Allema | Coppyn Jarghes | Johan Scaffer |
| 1498                    | Herman Lewe | Gharmet Allema | Coppyn Jarghes | Johan Scaffer |
| 1499                    | These Jarghes | Henric Reberch | Jacob Groevens | Geert Lewe |
| 1500                    | Roleff Ulgers | Egbert Koning | Ludeken Horneken | Geert Lewe |
| 1501                    | Herman Lewe | Coerd Conrades | Ludeken Horneken | Johan Scaffer |
| 1502                    | Herman Lewe | Coerd Conrades | These Jarghes | Johan Scaffer |
| 1503                    | Roleff Ulgers | Johan Woldrinck | These Jarghes | Ludeken Horneken |
| 1504                    | Herman Lewe | Coerd Conrades | Johan Thedema | Ludeken Horneken |
| 1505                    | Herman Lewe | Coerd Conrades | Johan Woldrinck | Johan Schaffer |
| 1506                    | Peter Sickinghe | Ludeken Horneken | Johan Woldrinck | Johan Schaffer |
| 1507                    | Herman Lewe | Luloff Conrades | These Jarghes | Roloff Huginge |
| 1508                    | Herman Lewe | Luloff Conrades | These Jarghes | Johan Scaffer |
| 1509                    | Peter Sickinghe | Luloff Conrades | These Jarghes | Johan Scaffer |
| 1510 - 1514             | Peter Sickinghe | Luloff Conrades | Herman Lewe | Johan Scaffer |
| 1515                    | Peter Sickinghe | Luloff Conrades | Herman Lewe | Roloff Huginge |
| 1516                    | Peter Sickinghe | Luloff Conrades | Reint Duers | Roloff Huginge |
| 1517                    | Peter Sickinghe | Luloff Conrades | Reint Duers | Lubbert Clant |
| 1518                    | Clawes Scaffer | Luloff Conrades | Roloff Huginge | Lubbert Clant |
| 1519                    | Clawes Scaffer | Luloff Conrades | Roloff Huginge | Peter Sickinghe |
| 1520                    | Lubbert Clant | Coerd Conrades | Reint Duers | Peter Sickinghe |
| 1521                    | Lubbert Clant | Coerd Conrades | Roloff Huginge | Clawes Scaffer |
| 1522                    | Peter Sickinghe | Luloff Conrades | Roloff Huginge | Clawes Scaffer |
| 1523                    | Peter Sickinghe | Luloff Conrades | Reint Duers | Lubbert Clant |
| 1524                    | Johan Hoernken Everdesz. | Clawes Scaffer | Reint Duers | Lubbert Clant |
| 1525                    | Hildebrand Rolteman | Clawes Scaffer | Johan Hoernken Everdesz. | Evert Mepsche |
| 1526                    | Hildebrand Rolteman | Johan Scaffer | Eltet tho(e) Lellens | Evert Mepsche |
| 1527                    | Lubbert Koning | Reint Albarda | Lubbert Ulger | Roleff ten Water |
| 1528                    | Lubbert Koning | Reint Albarda | Eltet tho Lellens | Olde Johan Hoernken |
| 1529                    | Hildebrand Rolteman | Willem Wicheringe | Eltet tho Lellens | Johan Hoernken Everdesz. |
| 1530                    | Hildebrand Rolteman | Evert Mepsche | Johan Scatter | Johan Hoernken Everdesz. |
| 1531                    | Reint Albarda | Evert Mepsche | Johan Scatter | Lubbert Ulger |
| 1532                    | Lubbert Koning | Reint Albarda | Eltet tho Lellens | Olde Johan Hoernken |
| 1533                    | Lubbert Koning | Johan Hoernken Everdesz. | Eltet tho Lellens | Hildebrand Rolteman |
| 1534                    | Lubbert Ulger | Evert Mepsche | Johan Scatter | Hildebrand Rolteman |
| 1535                    | Olde Johan Hoernken | Evert Mepsche | Johan Scatter | Reint Albarda |
| 1536                    | Olde Johan Hoernken | Willem Wiferinge | Eltet tho Lellens | Reint Albarda |
| 1537                    | Reyner Garmens | Albart Jarges | Eltet tho Lellens | Hildebrand Rolteman |
| 1538                    | Reyner Garmens | Evert Mepsche | Johan Scatter | Claes Schaffer |
| 1539                    | Johan Sickinghe | Evert Mepsche | Johan Scatter | Reint Albarda |
| 1540                    | Olde Johan Hoernken | Albart Jarges | Eltet tho Lellens | Bernt Albarda |
| 1541                    | Reyner Garmens | Albart Jarges | Eltet tho Lellens | Bartolt Coenrades |
| 1542                    | Reyner Garmens | Johan Sickinghe | Olde Johan Hoernken | Bartolt Coenrades |
| 1543                    | Evert Mepsche | Johan Sickinghe | Olde Johan Hoernken | Reint Albarda |
| 1544                    | Evert Mepsche | Albart Jarges | Eltet tho Lellens | Reint Albarda |
| 1545                    | Bartolt Coenrades | Albart Jarges | Eltet tho Lellens | Reyner Garmens |
| 1546                    | Bartolt Coenrades | Johan Sickinghe | Olde Johan Hoernken | Reyner Garmens |
| 1547                    | Evert Mepsche | Johan Sickinghe | Olde Johan Hoernken | Reint Albarda |
| 1548                    | Evert Mepsche | Albart Jarges | Eltet tho Lellens | Reint Albarda |
| 1549                    | Reyner Garmens | Albart Jarges | Eltet tho Lellens | Bartolt Coenrades |
| 1550                    | Reyner Garmens | Johan Sickinghe | Olde Johan Hoernken | Bartolt Coenrades |
| 1551                    | Ufko Ufkens | Johan Sickinghe | Olde Johan Hoernken | Reint Albarda |
| 1552                    | Ufko Ufkens | Albart Jarges | Eltet tho Lellens | Reint Albarda |
| 1553                    | Hinrick Ulger | Albart Jarges | Eltet tho Lellens | Albart Coenrades |
| 1554                    | Johan Sickinghe | Egbert Schatter | Johan tho Lellens | Olde Johan Hoernken |
| 1555                    | Johan Sickinghe | Hinrick Ulger | Johan tho Lellens | Olde Johan Hoernken |
| 1556                    | Albart Jarges | Hinrick Ulger | Ufko Ufkens | Reint Albarda |
| 1557                    | Albart Jarges | Albart Coenrades | Ufko Ufkens | Reint Albarda |
| 1558                    | Johan Sickinghe | Albart Coenrades | Olde Johan Hoernken | Johan tho Lellens |
| 1559                    | Johan Sickinghe | Hinrick Ulger | Olde Johan Hoernken | Johan Wyfrinck |
| 1560                    | Albart Jarges | Bartolt Coenrades | Sasscher van Heringha | Johan Hoernken |
| 1561                    | Albart Jarges | Bartolt Coenrades | Sasscher van Heringha | Johan Hoernken |
| 1562                    | Johan Sickinghe | Johan Thedema | Albert Rolteman | Geert Hoernken |
| 1563                    | Johan Sickinghe | Joachim Ubbena | Albert Rolteman | Geert Hoernken |
| 1564                    | Derk Schaffer | Joachim Ubbena | Reint Alberda | Sasscher van Heringha |
| 1565                    | Derk Schaffer | Johan Thedema | Reint Alberda | Johan Wyfrinck |
| 1566                    | Harmen Clant | Johan Thedema | Albert Rolteman | Johan Wyfrinck |
| 1567                    | Harmen Clant | Johan Clant | Jacob Hilbrandes | Egbert Schatter |
| 1568 - 1575             | Joachim Ubbena | Johan Clant | Albert Rolteman | Derk Schaffer |
| 1576                    | Joachim Ubbena | Geert Mepsche | Albert Rolteman | Olde Harmen Wyfrinck |
| 1577                    | Harmen Clant | Johan Thedema | Reint Alberda | Olde Harmen Wyfrinck |
| 1578                    | Harmen Clant / Derk Schaffer(?) | Johan Thedema | Reint Alberda / Wolter Schatter (in februari 1579?)                                                                                          | Johan Wijffring |
| 1579                    | Evert Ulger | Albert Rolteman | Willem Ubbena | Johan Wijffring |
| 1580                    | Christoffel van Diest | Albert Rolteman | Joachim Ubbena | Derk Robers |
| 1581                    | Joachim Ubbena | Johan Thedema | Wolter Schatter | Derk Robers |
| 1582                    | Evert Ulger | Johan Thedema | Wolter Schatter | Johan Wijffring |
| 1583                    | Evert Ulger | Albert Rolteman | Christoffel van Diest / Egbert Upkema | Johan Wijffring |
| 1584                    | Johan van Ballen | Albert Rolteman | Egbert Upkema | Joachim Ubbena |
| 1585                    | Johan van Ballen | Johan Thedema | Wolter Schatter | Joachim Ubbena |
| 1586                    | Evert Ulger | Johan Thedema | Wolter Schatter | Johan Wijffring |
| 1587                    | Evert Ulger | Albert Rolteman | Egbert Upkema | Johan Wijffring |
| 1588                    | Johan van Ballen | Albert Rolteman | Egbert Upkema | Joachim Ubbena |
| 1589                    | Johan van Ballen | Johan Thedema | Wolter Schatter | Joachim Ubbena |
| 1590                    | Evert Ulger | Johan Thedema | Wolter Schatter | Johan Wijffring |
| 1591                    | Evert Ulger | Fredrik Mojestein | Egbert Upkema | Johan Wijffring |
| 1592                    | Johan van Ballen | Fredrik Mojestein | Egbert Upkema | Joachim Ubbena |
| 1593                    | Johan van Ballen | Albert Jarges | Johan Lewe | Joachim Ubbena |
| 1594 (voor de reductie) | Evert Ulger | Albert Jarges | Johan Lewe | Albert Eelts |
| 1594 (na de reductie)   | Harmen Conink (Konings) | Joachim Altingh | Mello Coenders | Egbert Alberda |
| 1595                    | Harmen Conink | Joachim Altingh | Mello Coenders | Johan Wijffring |
| 1596                    | Roelf Gruijs | Joachim Altingh | Mello Coenders | Johan Wijffring |
| 1597                    | Tammo Coenders | Abel [Derkzoon] Coenders | Hillebrand Rolteman | Harm Wijfering |
| 1598                    | Tammo Coenders | Joachim Altingh | Hillebrand Rolteman | Johan Wijffring |
| 1599                    | Gosen Luinge | Joachim Altingh | Mello Coenders | Johan Wijffring |
| 1600                    | Johan Clant | Abel [Derkzoon] Coenders | Mello Coenders | Harm Wijfering |
| 1601                    | Tammo Coenders | Frederik (ook Hendrik genaamd) Coenders | Hillebrand Rolteman | Harm Wijffring |
| 1602                    | Tammo Coenders | Frederik Coenders van Helpen | Hillebrand Rolteman | Johan Wijffring |
| 1603                    | Abel Coenders [van Helpen] | Frederik Coenders | Johan Clant [van Warfhuizen] | Johan Wijffring |
| 1604                    | Abel Coenders [van Helpen] | Abel Coenders de Jongere | Johan Clant | Harm Wijfering |
| 1605                    | Tammo Coenders | Roelf Gruijs | Hillebrand Rolteman | Harm Wijfering |
| 1606                    | Frederik Coenders | Roelf Gruijs | Hillebrand Rolteman | Johan Wijffring |
| 1607                    | Frederik Coenders | Abel Coenders [van Helpen] | Johan Clant | Johan Wijffring |
| 1608                    | Tammo Coenders | Lodewijk Hoorenken | Johan Clant | Joachim Altingh |
| 1609                    | Tammo Coenders | Lodewijk Hoorenken | Hillebrand Rolteman | Joachim Altingh |
| 1610                    | Frederik Coenders | Roelf Gruijs | Hillebrand Rolteman | Johan Wijffring |
| 1611                    | Tammo Coenders | Frederik Coenders | Johan Clant | Johan Wijffring |
| 1612                    | Tammo Coenders | Abel Coenders de Jongere | Johan Clant | Joachim Altingh |
| 1613                    | Lodewijk Hoorenken | Berend Gruijs | Hillebrand Rolteman | Joachim Altingh |
| 1614                    | Tammo Coenders | Lodewijk Hoorenken | Hillebrand Rolteman | Johan Wijffring |
| 1615                    | Tammo Coenders | Lambert Hoorenken / Roelef Battink | Frederik Coenders | Johan Wijffring |
| 1616                    | Tammo Coenders | Roelef Battink | Berend Gruijs | Joachim Altingh |
| 1617                    | Lodewijk Hoorenken | Jan van Noorthoorn | Berend Gruijs | Joachim Altingh |
| 1618                    | Lodewijk Hoorenken | Jan van Noorthoorn | Frederik Coenders / Abel Coenders de Jonge                                                                                                   | Johan Wijffring |
| 1619                    | Tammo Coenders | Roelef Battink | Abel Coenders de Jongere | Johan Wijffring |
| 1620                    | Tammo Coenders | Roelef Battink | Berend Gruijs | Joachim Altingh |
| 1621                    | Lodewijk Hoorenken | Hieronimus Isebrants | Berend Gruijs | Joachim Altingh |
| 1622                    | Lodewijk Hoorenken | Hieronimus Isebrants | Abel Coenders | Berend Sijgers |
| 1623                    | Tammo Coenders | Joachim Canter | Abel Coenders | Berend Sijgers |
| 1624                    | Tammo Coenders | Joachim Canter | Bartholt Wijfferinge | Hieronimus Isebrants |
| 1625                    | Bartholt Wijfferinge | Berend Gruijs | Johan Drews | Hieronimus Isebrants / Hendrik Schonenborgh |
| 1626                    | Berend Sijgers | Berend Gruijs | Johan Drews | Abel Coenders |
| 1627                    | Berend Sijgers | Rudolph Wicheringe | Johan Huninga | Hendrik Schonenborgh |
| 1628                    | Hugo Nieveen | Abel Coenders | Johan Huninga | Hendrik Schonenborgh |
| 1629                    | Berend Julsinga | Abel Coenders / Hugo Nieveen | Johan Drews | Bartholt Wicheringe |
| 1630                    | Pieter Eissinge | Berend Sijgers | Berend Julsinga | Bartholt Wicheringe |
| 1631                    | Pieter Eissinge | Berend Sijgers | Johan Huninga | Hendrik Schonenborgh |
| 1632                    | Hugo Nieveen | Johan Drews | Johan Huninga | Hendrik Schonenborgh |
| 1633                    | Hugo Nieveen | Johan Drews | Berend Julsinga | Bartholt Wicheringe |
| 1634                    | Pieter Eissinge | Berend Julsinga | Berend Sijgers | Bartholt Wicheringe |
| 1635                    | Pieter Eissinge | Johan Huninga | Berend Sijgers / Gosen Schaffer | Hendrik Schonenborgh |
| 1636                    | Hugo Nieveen | Johan Huninga | Johan Drews / Bartholt Wicheringe | Hendrik Schonenborgh |
| 1637                    | Hugo Nieveen | Berend Julsinga | Bartholt Wicheringe | Gosen Schaffer / Edzard Rengers ten Post |
| 1638                    | Pieter Eissinge | Berend Julsinga | Tjasso Tjassens | Edzard Rengers ten Post |
| 1639                    | Pieter Eissinge | Albert Hooftman | Wolter Schonenborch | Tiasso Tiassens |
| 1640                    | Hugo Nieveen | Albert Hooftman | Wolter Schonenborch | Bartholt Wicheringe |
| 1641                    | Hugo Nieveen | Berend Julsinga | Edzard Rengers ten Post | Bartholt Wicheringe / Peter Folkers |
| 1642                    | Pieter Eissinge | Berend Julsinga | Edzard Rengers ten Post | Albert Hooftman |
| 1643                    | Pieter Eissinge | Jan Drews | Wolter Schonenborch | Albert Hooftman |
| 1644                    | Hugo Nieveen | Jan Drews | Wolter Schonenborch | Hendric van Heck |
| 1645                    | Hugo Nieveen | ??? | Berend Julsinga | Edzard Rengers ten Post |
| 1646                    | Pieter Eissinge | Albert Hooftman | Berend Julsinga | Edzard Rengers ten Post; ook Jan Drews wordt dat jaar burgemeester genoemd                                                                          |
| 1647                    | Pieter Eissinge | Jan Drews | Hieronimus Eiben | Albert Hooftman; ook Peter Isebrants wordt dat jaar burgemeester genoemd                                                                            |
| 1648                    | ??? | Jan Drews | Berend Schaffer / Edzard Rengers ten Post | Peter Isebrants |
| 1649                    | ??? | Johan Tjassens | Edzard Rengers ten Post | Albert Wijfferinge |
| 1650                    | Albert Sijgers / Pieter Eissinge | Johan Tjassens | Albert Hooftman | Albert Wijfferinge |
| 1651                    | Pieter Eissinge | Jan Drews | Albert Hooftman | ??? |
| 1652                    | Nicolas van Heek / Johan Coenders | Jan Drews | Edzard Rengers / Allert Aldringa | Adolf Louwens |
| 1653                    | Albert Wijfferinge / Pieter Eissinge | Johan Coenders | Allert Aldringa | ??? |
| 1654                    | Otto van Farmsum | Folkert Folkers | Johan Tjassens | Pieter Eissinge |
| 1655                    | Otto van Farmsum | Johan (van) Eeck | Gerhard Swarte | Adolf Louwens |
| 1656                    | Johan Coenders | Allert Aldringa | Gerhard Swarte | Adolf Louwens |
| 1657                    | Johan Coenders | Allert Aldringa | Pieter Eissinge | Johan Tjassens |
| 1658                    | Otto van Farmsum / Gerhard ten Berge | Johan (van) Eeck | Pieter Eissinge / Tobias Iddekinge | Johan Tjassens |
| 1659                    | Gerhard ten Berge | Johan (van) Eeck | Gerhard Swarte | Adolf Louwens |
| 1660                    | Johan Coenders | Johan Tjassens | Allert Aldringa | Adolf Louwens; ook Gerhard Swarte wordt dat jaar burgemeester genoemd                                                                               |
| 1661                    | Johan Coenders | Tobias Iddekinge | Allert Aldringa | ??? |
| 1662                    | Gerhard ten Berge | Johan (van) Eeck | Tobias Iddekinge | Johan Tjassens |
| 1663                    | Gerhard ten Berge | Johan (van) Eeck / Regnerus Tjaarda | Gerhard Swarte | Adolf Louwens |
| 1664                    | Johan Coenders / Johan Wichers | Gerhard Swarte | Allert Aldringa | Adolf Louwens |
| 1665                    | Johan Wichers | Regnerus Tjaarda | Allert Aldringa | Johan Tjassens |
| 1666                    | Gerhard ten Berge | Regnerus Tjaarda | Henricus Werumeus | Johan Tjassens |
| 1667                    | Gerhard ten Berge | Sicco van Eeck | Henricus Werumeus | Adolf Louwens; ook Hendrik Cluvinge wordt dat jaar burgemeester genoemd                                                                             |
| 1668                    | Hendrik Cluvinge | ??? | Johan van Julsinga | Adolf Louwens / Warmolt Ackema |
| 1669                    | Gerhard ten Berge | Sicco van Eeck | Johan van Julsinga | Johan Tjassens |
| 1670                    | Gerhard ten Berge | Arend Nieveen | Henricus Werumeus | Johan Tjassens / Samuel Emmius |
| 1671                    | Hendrik Cluvinge | Arend Nieveen | Henricus Werumeus | Warmolt Ackema |
| 1672                    | Johan van Julsinga | Sicco van Eeck | Henricus Werumeus | Warmolt Ackema; ook Hendrik Cluvinge wordt dat jaar burgemeester genoemd; ook Carl von Rabenhaupt zou in januari 1673 tot burgemeester zijn benoemd |
| 1673                    | Johan van Julsinga | Sicco van Eeck | Samuel Emmius | Gerhard ten Berge |
| 1674                    | Henricus Werumeus | Arend Nieveen | Samuel Emmius | Gerhard ten Berge |
| 1675                    | Hendrik Cluvinge | Arend Nieveen | Henricus Werumeus | Warmolt Ackema |
| 1676                    | Hendrik Cluvinge | Sicco van Eeck | Johan van Julsinga | Warmolt Ackema |
| 1677                    | Gerhard ten Berge | Sicco van Eeck | Johan van Julsinga | Samuel Emmius |
| 1678                    | Gerhard ten Berge | Henricus Werumeus | Arend Nieveen | Samuel Emmius |
| 1679                    | Tjaart Gerlacius | Henricus Werumeus | Arend Nieveen | Hendrik Cluvinge |
| 1680                    | Tjaart Gerlacius | Johan van Julsinga | Johan de Drews | Hendrik Cluvinge |
| 1681                    | Gerhard ten Berge | Johan van Julsinga | Samuel Emmius | Henrik Muntinghe |
| 1682                    | Gerhard ten Berge / Johan de Drews | Arend Nieveen | Samuel Emmius | Henricus Werumeus |
| 1683                    | Tjaart Gerlacius | Arend Nieveen / Johan Verriucius | Hendrik Cluvinge | Henricus Werumeus |
| 1684                    | Tjaart Gerlacius | Johan van Julsinga | Hendrik Cluvinge | Henrik Muntinghe |
| 1685                    | Johan de Drews | Johan van Julsinga | Johan Eeck | Henrik Muntinghe |
| 1686                    | ??? | Menso Altingh | Reneke Busch | Henricus Werumeus / Reinout Clinge(?) |
| 1687                    | Tjaart Gerlacius | Menso Altingh | Hendrik Cluvinge | Reinout Clinge |
| 1688                    | Tjaart Gerlacius | Johan van Julsinga | Hendrik Cluvinge | Henrik Muntinghe |
| 1689                    | Johan de Drews | Johan van Julsinga | Reneke Busch | Henrik Muntinghe |
| 1690                    | Johan de Drews(?) | Menso Altingh | Reneke Busch | Reinout Clinge |
| 1691                    | Tjaart Gerlacius | Menso Altingh | Hendrik Cluvinge | Reinout Clinge |
| 1692                    | Tjaart Gerlacius | Henrik Muntinghe | Hendrik Cluvinge | Johan van Julsinga |
| 1693                    | Johan de Drews | Johan Eeck | Reneke Busch | Johan van Julsinga |
| 1694                    | Johan de Drews | Menso Altingh | Reneke Busch | Reinout Clinge |
| 1695                    | Cebes Werumeus | Menso Altingh | Hendrik Cluvinge | Reinout Clinge |
| 1696                    | Cebes Werumeus | Johan Eeck | Hendrik Cluvinge / Wolter Wolthers | Johan van Julsinga |
| 1697                    | Johan de Drews | Johan Eeck | Reneke Busch | Johan van Julsinga |
| 1698                    | Johan de Drews | Menso Altingh | Reneke Busch | Reinout Clinge |
| 1699                    | Cebes Werumeus | Menso Altingh | Wolter Wolthers | Reinout Clinge |
| 1700                    | Cebes Werumeus | Johan Eeck | Wolter Wolthers | Johan van Julsinga |
| 1701                    | Johan de Drews | Johan Eeck | Reneke Busch | Johan van Julsinga |
| 1702                    | Johan de Drews | Menso Altingh | Reneke Busch | Reinout Clinge |
| 1703                    | Cebes Werumeus | Menso Altingh | Wolter Wolthers | Reinout Clinge / Rembt van Iddekinge |
| 1704                    | Cebes Werumeus | Johan Eeck | Wolter Wolthers | Hendrik Bothenius |
| 1705                    | Johan de Drews | Johan Eeck | Reneke Busch | Hendrik Bothenius |
| 1706                    | Johan de Drews | Menso Altingh | Reneke Busch | Rembt van Iddekinge |
| 1707                    | ??? | Menso Altingh | Wolter Wolthers | Rembt van Iddekinge |
| 1708                    | ??? | Johan Eeck | Wolter Wolthers | Hendrik Bothenius |
| 1709                    | Johan de Drews / Cornelis Schaij | Johan Eeck | Reneke Busch | Hendrik Bothenius |
| 1710                    | Johan Viglius van Heek | Menso Altingh | Reneke Busch / Eilco Tamminga | Rembt van Iddekinge |
| 1711                    | ??? | Menso Altingh | Wolter Wolthers | Rembt van Iddekinge |
| 1712                    | ??? | Johan Eeck | Wolter Wolthers | Cornelis Schaij |
| 1713                    | ??? | Johan Eeck / Wijgbolt Gruijs | Harm Wolthers | Cornelis Schaij |
| 1714                    | Eger Tamminga | ??? | Harm Wolthers | Rembt van Iddekinge |
| 1715                    | Wicher Wichers (sr.) / Jacob Appius | Wilhelm Baurmester | Wicher Wichers (jr.) | Rembt van Iddekinge |
| 1716                    | Johan de Drews | Wilhelm Baurmester | Wijgbolt Gruijs | Cornelis Schaij |
| 1717                    | Jacob Appius / Johan de Drews | Harm Wolthers | Wijgbolt Gruijs | Cornelis Schaij |
| 1718                    | ??? | Harm Wolthers | ??? | Rembt van Iddekinge |
| 1719                    | Johan de Drews | Wilhelm Baurmester | Rembt van Iddekinge / Rudolf Emmen | ??? |
| 1720                    | Johan de Drews | Wilhelm Baurmester / Hendrik van Sijsen | Wijgbolt Gruijs / Scato Ludolph Gockinga | Cornelis Schaij; ook Willem van Borck wordt dat jaar burgemeester genoemd                                                                           |
| 1721                    | Peter Berchuijs | Harm Wolthers | ??? | Cornelis Schaij |
| 1722                    | Peter Berchuijs | Harm Wolthers | Rudolf Emmen | ??? |
| 1723                    | Johan de Drews | Hendrik van Sijsen | Rudolf Emmen | ??? |
| 1724                    | Johan de Drews | Hendrik van Sijsen | Cornelis Schaij | Scato Ludolph Gockinga |
| 1725                    | Peter Berchuijs | Harm Wolthers | Cornelis Schaij | Scato Ludolph Gockinga |
| 1726                    | Peter Berchuijs | Harm Wolthers | Rudolf Emmen | Louis Bothenius |
| 1727                    | Johan de Drews | Hendrik van Sijsen | Rudolf Emmen / Leonard de Veencamp | Louis Bothenius |
| 1728                    | Johan de Drews | Hendrik van Sijsen | Cornelis Schaij | Scato Ludolph Gockinga |
| 1729                    | Harm Wolthers | Bernhard Gerlacius | Cornelis Schaij | Scato Ludolph Gockinga |
| 1730                    | Harm Wolthers | Leonard de Veencamp | Herman/Harm Scherff | Louis Bothenius |
| 1731                    | Johan de Drews | Leonard de Veencamp / Paulus Laman | Hendrik van Sijsen | Louis Bothenius |
| 1732                    | Johan de Drews | Cornelis Schaij / Haico Abbringe | Hendrik van Sijsen | Scato Ludolph Gockinga |
| 1733                    | Harm Wolthers / Hendrik Veld(t)man | Haico Abbringe | Tobias Jan van Iddekinge | Scato Ludolph Gockinga |
| 1734                    | Hendrik Veld(t)man | Paulus Laman | Tobias Jan van Iddekinge | Louis Bothenius |
| 1735                    | ??? | Paulus Laman | Hendrik van Sijsen | Louis Bothenius |
| 1736                    | Johan de Drews | Haico Abbringe | Hendrik van Sijsen | Scato Ludolph Gockinga |
| 1737                    | Hendrik Veld(t)man | Haico Abbringe | Tobias Jan van Iddekinge | Scato Ludolph Gockinga / Hendrik Wijchel |
| 1738                    | Hendrik Veld(t)man | Paulus Laman | Tobias Jan van Iddekinge | Louis Bothenius / Johan Geertsema |
| 1739                    | Johan de Drews | Paulus Laman | ??? | Johan Geertsema |
| 1740                    | Johan de Drews | Haico Abbringe | ??? | Hendrik Wijchel |
| 1741                    | Hendrik Veld(t)man | Haico Abbringe / Herman Muntinghe | Tobias Jan van Iddekinge | Hendrik Wijchel |
| 1742                    | Hendrik Veld(t)man | Paulus Laman | Tobias Jan van Iddekinge | Johan Geertsema |
| 1743                    | Johan de Drews | Paulus Laman | ??? | Johan Geertsema |
| 1744                    | Johan de Drews | Herman Muntinghe | ??? | Hendrik Wijchel |
| 1745                    | Hendrik Veld(t)man | Herman Muntinghe | Tobias Jan van Iddekinge | Hendrik Wijchel |
| 1746                    | Hendrik Veld(t)man | Paulus Laman | Tobias Jan van Iddekinge | Johan Geertsema |
| 1747                    | Johan de Drews | Paulus Laman / Scato Gockinga | ??? | Johan Geertsema |
| 1748                    | Johan de Drews | Herman Muntinghe | Pieter Rembert van Iddekinge | Hendrik Veld(t)man; volgens het jaarboek Hendrik Wijchel                                                                                            |
| 1749                    | Johan de Drews | Herman Muntinghe | Pieter Rembert van Iddekinge | Hendrik Veld(t)man; volgens het jaarboek Hendrik Wijchel                                                                                            |
| 1750                    | Johan de Drews | Herman Muntinghe / Reneke Busch de Mareesz                                                                                                   | Pieter Rembert van Iddekinge | Hendrik Veld(t)man |
| 1751                    | Reneke Busch de Mareesz | Scato Gockinga | Pieter Rembert van Iddekinge | Hendrik Veld(t)man |
| 1752                    | Reneke Busch de Mareesz | Scato Gockinga | Lambert Hindrik Emmen | Hendrik van Sijsen |
| 1753                    | Johan de Drews | Hendrik Veld(t)man / Onno Sickinghe | Lambert Hindrik Emmen | Hendrik van Sijsen |
| 1754                    | Johan de Drews | Onno Sickinghe | Scato Gockinga | Reneke Busch de Mareesz |
| 1755                    | Lambert Hindrik Emmen | Onno Sickinghe | Scato Gockinga | Reneke Busch de Mareesz |
| 1756                    | Lambert Hindrik Emmen | Onno Sickinghe / Wicher van Swinderen | Hendrik van Sijsen | Pieter Rembert van Iddekinge |
| 1757                    | Wiardus Siccama | Wicher van Swinderen | Hendrik van Sijsen | Johan de Drews |
| 1758                    | Wiardus Siccama | Scato Gockinga | Reneke Busch de Mareesz | Johan de Drews |
| 1759                    | Hendrik van Sijsen | Scato Gockinga / Arend Ludolph Wichers | Reneke Busch de Mareesz | Lambert Hindrik Emmen |
| 1760                    | Hendrik van Sijsen | Wicher van Swinderen | Antony Adriaan van Iddekinge | Lambert Hindrik Emmen |
| 1761                    | Reneke Busch de Mareesz | Wicher van Swinderen | Antony Adriaan van Iddekinge | Wiardus Siccama |
| 1762                    | Reneke Busch de Mareesz | Hendrik van Sijsen | Lambert Hindrik Emmen | Wiardus Siccama |
| 1763                    | Wicher van Swinderen | Hendrik van Sijsen | Lambert Hindrik Emmen / Peter Alstorphius | Cornelis Tjassens |
| 1764                    | Wicher van Swinderen / Joost de Valcke | Jan Willem Folkers | Antony Adriaan van Iddekinge | Cornelis Tjassens |
| 1765                    | Hendrik van Sijsen | Jan Willem Folkers | Antony Adriaan van Iddekinge | Wiardus Siccama |
| 1766                    | Hendrik van Sijsen | Joost de Valcke | Peter Alstorphius | Wiardus Siccama |
| 1767                    | Cornelis Tjassens | Joost de Valcke | Peter Alstorphius | Jan Willem Folkers |
| 1768                    | Cornelis Tjassens | Joost de Valcke / Jakob Woldringh | Antony Adriaan van Iddekinge | Wolter Wolthers / Ajold Jan ter Borgh |
| 1769                    | Wiardus Siccama | Hendrik van Sijsen | Antony Adriaan van Iddekinge | Ajold Jan ter Borgh |
| 1770                    | Wiardus Siccama | Hendrik van Sijsen | Peter Alstorphius | Jan Willem Folkers |
| 1771                    | Jakob Woldring | Cornelis Tjassens | Peter Alstorphius | Jan Willem Folkers |
| 1772                    | Jakob Woldring | Cornelis Tjassens | Antony Adriaan van Iddekinge | Ajold Jan ter Borgh |
| 1773                    | Wiardus Siccama | Hendrik van Sijsen | Antony Adriaan van Iddekinge | Ajold Jan ter Borgh |
| 1774                    | Wiardus Siccama | Hendrik van Sijsen | Peter Alstorphius | Jan Willem Folkers |
| 1775                    | Jakob Woldring | Cornelis Tjassens | Peter Alstorphius | Jan Willem Folkers |
| 1776                    | Jakob Woldring / Lucas Trip | Cornelis Tjassens | Antony Adriaan van Iddekinge | Wiardus Siccama |
| 1777                    | Peter Alstorphius | Hendrik van Sijsen | Antony Adriaan van Iddekinge | Wiardus Siccama |
| 1778                    | Peter Alstorphius | Hendrik van Sijsen | Cornelis Tjassens | Wijtzius Hendrik Lohman |
| 1779                    | Ajold Jan ter Borgh | Lucas Trip | Cornelis Tjassens | Wiardus Siccama |
| 1780                    | Antony Adriaan van Iddekinge | Lucas Trip | Peter Alstorphius / Henric Gockinga | Wiardus Siccama |
| 1781                    | Antony Adriaan van Iddekinge | Hendrik van Sijsen | Henric Gockinga | Johan van Hoorn |
| 1782                    | Cornelis Tjassens | Hendrik van Sijsen | Lucas Trip | Johan van Hoorn |
| 1783                    | Cornelis Tjassens | Henric Gockinga | Lucas Trip / Berend van Iddekinghe | Wiardus Siccama |
| 1784                    | Antony Adriaan van Iddekinge | Henric Gockinga | Johan van Hoorn | Wiardus Siccama |
| 1785                    | Antony Adriaan van Iddekinge | Hendrik van Sijsen | Johan van Hoorn | Tjaart Berchuijs |
| 1786                    | Berend van Iddekinghe | Hendrik van Sijsen | Justus Datho Quintus | Tjaart Berchuijs |
| 1787                    | Geen nota van namen in Regeringsboek. Berend van Iddekinghe en Justus Datho Quintus blijken het jaar erop echter wel 'continuerend' te zijn. | Geen nota van namen in Regeringsboek. Berend van Iddekinghe en Justus Datho Quintus blijken het jaar erop echter wel 'continuerend' te zijn. | Geen nota van namen in Regeringsboek. Berend van Iddekinghe en Justus Datho Quintus blijken het jaar erop echter wel 'continuerend' te zijn. | Geen nota van namen in Regeringsboek. Berend van Iddekinghe en Justus Datho Quintus blijken het jaar erop echter wel 'continuerend' te zijn.        |
| 1788                    | Berend van Iddekinghe | Eilko Eger Tamminga Sickinghe | Wijtzius Hendrik Lohman | Justus Datho Quintus |
| 1789                    | Tjaart Berchuijs / Wiardus Siccama | Eilko Eger Tamminga Sickinghe | Wijtzius Hendrik Lohman | Albert Hendrik van Swinderen |
| 1790                    | Wiardus Siccama | Hendrik van Sijsen | Justus Datho Quintus | Albert Hendrik van Swinderen |
| 1791                    | Berend van Iddekinghe | Hendrik van Sijsen | Justus Datho Quintus | Eilko Eger Tamminga Sickinghe |
| 1792                    | Berend van Iddekinghe | Wijtzius Hendrik Lohman | Wiardus Siccama | Eilko Eger Tamminga Sickinghe |
| 1793                    | Hendrik van Sijsen | Wijtzius Hendrik Lohman | Wiardus Siccama | Justus Datho Quintus |
| 1794                    | Hendrik van Sijsen | Berend van Iddekinghe | Eilko Eger Tamminga Sickinghe | Justus Datho Quintus |

## 1795-1814
Tussen 1795 en 1803 werd Groningen bestuurd door het Comité Revolutionair; de Stedelijke Municipaliteit. In 1803 werden burgemeesters en raad weer in ere hersteld. Zij bleven nu echter een aantal jaren in functie. In 1811 werd de titel van burgemeester gewijzigd in het Franse maire.
| Ambtsperiode | Naam burgemeester      | Naam burgemeester       | Naam burgemeester      | Naam burgemeester      |
| ------------ | ---------------------- | ----------------------- | ---------------------- | ---------------------- |
| 1803 - 1805  | Lambertus Beckeringh   | Wijtzius Hendrik Lohman | Willem Hora Siccama    | Justus Datho Quintus   |
| 1806 - 1807  | Lambertus Beckeringh   | ???                     | Willem Hora Siccama    | Justus Datho Quintus   |
| 1808         | Eduard Aalders         | ???                     | Willem Hora Siccama    | Justus Datho Quintus   |
| 1809 - 1811  | ???                    | ???                     | Harm Jan van Bolhuis   | Justus Datho Quintus   |
| 1812 - 1814  | Warmolt Wolter Jullens | Warmolt Wolter Jullens  | Warmolt Wolter Jullens | Warmolt Wolter Jullens |

## 1815-1824
| Ambtsperiode | Naam burgemeester                  | Naam burgemeester      | Naam burgemeester          | Naam burgemeester            |
| ------------ | ---------------------------------- | ---------------------- | -------------------------- | ---------------------------- |
| 1815         | ??                                 | Warmolt Wolter Jullens | ??                         | Balthasar Daniel van Idsinga |
| 1816 - 1818  | Franciscus Jacobus Joannes Cremers | Warmolt Wolter Jullens | Johan Wichers              | Balthasar Daniel van Idsinga |
| 1819 - 1820  | Franciscus Jacobus Joannes Cremers | Pieter Roelfzema       | M.A. de Savornin Lohman    | Jean François van Iddekinge  |
| 1821 - 1824  | Franciscus Jacobus Joannes Cremers | Pieter Roelfzema       | Abraham Johan van der Hoop | Jean François van Iddekinge  |

## Sinds 1824
| Ambtsperiode | Naam burgemeester                                           | Partij of stroming | Bijzonderheden                                                                                 |
| ------------ | ----------------------------------------------------------- | ------------------ | ---------------------------------------------------------------------------------------------- |
| 1824 - 1842  | jhr.mr. Jean François van Iddekinge                         |                    |                                                                                                |
| 1843 - 1846  | mr. Herman de Ranitz                                        |                    | overleden 7 augustus 1846                                                                      |
| 1846 - 1847  | mr. Edo Johannes Offerhaus (1795-1876)                      |                    | waarnemend burgemeester                                                                        |
| 1847 - 1848  | Jan Willem Cornelis baron van Ittersum                      |                    |                                                                                                |
| 1849 - 1852  | mr. Gustaaf Willem Hendrik baron van Imhoff                 |                    |                                                                                                |
| 1853 - 1862  | Jan Slot                                                    |                    |                                                                                                |
| 1863 - 1872  | mr. Willem de Sitter                                        |                    | was lid van gedeputeerde staten van de provincie Groningen                                     |
| 1872 - 1880  | mr. Berend van Roijen                                       |                    | was wethouder van Groningen, werd opnieuw gemeenteraadslid van Groningen                       |
| 1880 - 1883  | jhr.mr. Johan Æmilius Abraham van Panhuys                   |                    | was burgemeester van Tietjerksteradeel, werd commissaris des Konings in de provincie Groningen |
| 1883 - 1893  | mr. Johannes Nicolaas Anthon Bucaille                       |                    | was burgemeester van Voorburg                                                                  |
| 1893 - 1900  | mr. S.M.S. Modderman                                        |                    | was wethouder van Groningen, overleden 22 mei 1900                                             |
| 1900 - 1917  | jhr.mr. Edzard Tjarda van Starkenborgh Stachouwer           |                    | werd commissaris der Koningin in de provincie Groningen                                        |
| 1917 - 1924  | mr.dr. Evert van Ketwich Verschuur                          | LSP                | overleden 19 april 1924                                                                        |
| 1924 - 1930  | mr.dr. Lodewijk Hendrik Nicolaas Bosch ridder van Rosenthal | CHU                | was burgemeester van Brummen, werd burgemeester van 's-Gravenhage                              |
| 1931 - 1934  | mr.Henri Petrus Johannus Bloemers                           |                    | was burgemeester van Rheden, werd burgemeester van Arnhem                                      |
| 1934 - 1942  | mr. Pieter Willem Jacob Henri Cort van der Linden           | VDB                |                                                                                                |
| 1943 - 1945  | Petrus Fokkes Tammens                                       | NSB                |                                                                                                |
| 1945 - 1951  | mr. Pieter Willem Jacob Henri Cort van der Linden           | VDB / VVD          | werd lid van de Raad van State                                                                 |
| 1951 - 1965  | Jan Tuin                                                    | PvdA               | was lid van gedeputeerde staten van de provincie Groningen                                     |
| 1965 - 1971  | Jan Johannis Adriaan Berger                                 | PvdA               | was vóór en na zijn burgemeesterschap lid van de Tweede Kamer                                  |
| 1971 - 1985  | Harm Geert Buiter                                           | PvdA               |                                                                                                |
| 1985 - 1991  | mr. Adrianus Albertus Martinus Franciscus (Jos) Staatsen    | PvdA               | was wethouder van Groningen en voorzitter betaald voetbal KNVB                                 |
| 1991 - 1998  | drs. Hans George Ouwerkerk                                  | PvdA               | was burgemeester van Zaanstad, werd burgemeester van Almere                                    |
| 1998 - 1998  | Johannes Christiaan Jan (Han) Lammers                       | PvdA               | waarnemend burgemeester, oud-commissaris der Koningin in de provincie Flevoland                |
| 1998 - 2009  | drs. Jacques Wallage                                        | PvdA               | was wethouder van Groningen en lid van de Tweede Kamer                                         |
| 2009 - 2013  | dr. Johan Peter Rehwinkel                                   | PvdA               | was burgemeester van Naarden en lid van de Eerste en Tweede Kamer                              |
| 2013 - 2015  | dr. Rudolf Lourens (Ruud) Vreeman                           | PvdA               | waarnemend burgemeester, oud-burgemeester van Zaanstad en Tilburg                              |
| 2015 - 2019  | Peter Erick Johan den Oudsten                               | PvdA               | was o.a. burgemeester van Enschede, burgemeester van Meppel en wethouder van Leeuwarden        |
| 2019 - 2024  | mr. Koen Frank Schuiling                                    | VVD                | was wethouder van Groningen en burgemeester van Den Helder                                     |
| 2024 - 2025  | drs. M.M. (Mirjam) van 't Veld                              | CDA                | waarnemend burgemeester                                                                        |
| 2025 - heden | drs. Roelien Jakoba Kamminga                                | VVD                |                                                                                                |